# Перши, Мария
Мария Перши (нем. Herta Maria Perschy; 23 сентября 1938 — 3 декабря 2004) — австрийская актриса

.

## Биография
Перши родилась в Айзенштадте, Бургенланд, Австрия. В возрасте 17 лет уехала в Вену изучать актерское мастерство. После получения образования она уехала в Германию с целью дополнительной подготовки, чтобы сделать карьеру в кино. Её первой успешной работой стала роль в ленте Нассер Асфальт, где она играла вместе с Горстом Букгольцом. Её актерский путь в дальнейшем пролегал через Францию, Италию и Великобританию до Голливуда. Первые сыграла в ряде американских фильмов, самыми известными являются её роли в биографической драме 1962 года Фрейд и комедии Рока Хадсона 1964 года «Любимый спорт мужчин». Постепенно актерская деятельность Перши в США пошла на спад, и в конце 1970-х она принимала участие только в незначительных телевизионных шоу.
Во время съёмок 1971 года в Испании Перши получила ожоги в результате несчастного случая, после этого ей пришлось перенести ряд хирургических операций, прежде чем она смогла вернуться к актерской деятельности. В 1985 году Перши вернулась в родную Австрию, где продолжала сниматься в телевизионных сериалах. 3 декабря 2004 года австрийские СМИ сообщили, что Мария Перши скончалась в Вене от рака.